# NGC 3348
NGC 3348 é uma galáxia elíptica (E) localizada na direcção da constelação de Ursa Major. Possui uma declinação de +72° 50' 20" e uma ascensão recta de 10 horas, 47 minutos e 10,0 segundos.
A galáxia NGC 3348 foi descoberta em 3 de Abril de 1785 por William Herschel.